# We Belong Together
"We Belong Together" là một bài hát của nghệ sĩ thu âm người Mỹ Mariah Carey nằm trong album phòng thu thứ mười của cô, The Emancipation of Mimi (2005). Nó được phát hành vào ngày 29 tháng 3 năm 2005 như là đĩa đơn thứ hai trích từ album bởi Island Records. Bài hát được đồng viết lời bởi Carey, Jermaine Dupri và Manuel Seal bên cạnh sự tham gia đồng viết lời từ Johntá Austin, trong đó tham chiếu phần lời từ bài hát năm 1981 của Bobby Womack "If You Think You're Lonely Now" được viết lời bởi Bobby Womack, Patrick Moten và Sandra Sully, cũng như bài hát năm 1987 của The Deele "Two Occasions" được viết lời từ Kenneth Edmonds và Darnell Bristol. Đối lập với đĩa đơn trước từ album "It's Like That" mang giai điệu sôi động, "We Belong Together" là một bản R&B ballad mang nội dung đề cập đến nỗi tuyệt vọng của một người phụ nữ đối với người yêu cũ của cô và mong muốn anh sẽ quay trở lại sau khi chia tay, trong đó được xây dựng dựa trên những giai điệu đàn piano đơn giản nhằm làm nổi bật giọng hát của Carey.
Sau khi phát hành, "We Belong Together" nhận được những phản ứng tích cực rộng rãi từ các nhà phê bình âm nhạc, trong đó họ mô tả nó như là bản nhạc đánh dấu sự trở lại của Carey sau một khoảng thời gian sa sút về danh tiếng. Ngoài ra, nó còn gặt hái nhiều giải thưởng và đề cử tại những lễ trao giải lớn, bao gồm bốn đề cử giải Grammy cho Thu âm của năm, Bài hát của năm, Bài hát R&B xuất sắc nhất và Trình diễn giọng R&B nữ xuất sắc nhất tại lễ trao giải thường niên lần thứ 48, và chiến thắng hai giải sau. "We Belong Together" cũng tiếp nhận những thành công vượt trội về mặt thương mại, đứng đầu các bảng xếp hạng ở Úc và Brazil, và lọt vào top 10 ở nhiều quốc gia nó xuất hiện, bao gồm vươn đến top 5 ở những thị trường lớn như Đan Mạch, Ireland, Hà Lan, New Zealand, Tây Ban Nha, Thụy Sĩ và Vương quốc Anh. Tại Hoa Kỳ, nó đạt vị trí số một trên bảng xếp hạng Billboard Hot 100 trong 14 tuần không liên tiếp, trở thành đĩa đơn quán quân thứ 16 của Carey và phá vỡ một số kỷ lục trên sóng phát thanh lúc bấy giờ tại đây, đồng thời được liệt kê như là "Bài hát của Thập niên 2000" bởi Billboard.
Video ca nhạc cho "We Belong Together" được đạo diễn bởi Brett Ratner và là phần tiếp theo của video "It's Like That", trong đó tập trung vào đám cưới của Carey của một người đàn ông lớn tuổi, nhưng cô đã quyết định rời khỏi đám cưới và ra đi với người yêu cũ của cô (do Wentworth Miller thủ vai). Nó đã nhận được hai đề cử tại giải Video âm nhạc của MTV năm 2005 cho Video xuất sắc nhất của nữ ca sĩ và Video R&B xuất sắc nhất. Để quảng bá bài hát, Carey đã trình diễn "We Belong Together" trên nhiều chương trình truyền hình và lễ trao giải lớn, bao gồm The Ellen DeGeneres Show, Good Morning America, Late Show with David Letterman, The Oprah Winfrey Show, Top of the Pops, giải Điện ảnh của MTV năm 2005, giải Video âm nhạc của MTV năm 2005 và giải Grammy lần thứ 48, cũng như trong nhiều chuyến lưu diễn của cô. Kể từ khi phát hành, nó đã xuất hiện trong nhiều album tuyển tập của Carey, như #1 to Infinity (2015). Một bản phối lại chính thức cho bài hát được sản xuất bởi nữ ca sĩ và DJ Clue với sự tham gia góp giọng từ Jadakiss và Styles P thuộc nhóm nhạc The LOX, cũng được phát hành.

## Danh sách bài hát
| Đĩa CD tại Úc 1. "We Belong Together" – 3:22 2. "We Belong Together" (Reconstruction Radio Mix) – 4:05 3. "It's Like That" (phối lại) (hợp tác với Fat Joe) – 3:32 Đĩa CD tại châu Âu 1. "We Belong Together" – 3:22 2. "We Belong Together" (phối lại) (với Jadakiss và Styles P) – 4:30 Đĩa CD tại Nhật 1. "We Belong Together" – 3:22 2. "We Belong Together" (không lời) – 3:22 | Đĩa CD tại Anh quốc 1. "We Belong Together" – 3:23 2. "We Belong Together" (phối lại) – 4:06 Đĩa CD maxi tại Anh quốc 1. "We Belong Together" (phối lại) – 4:30 2. "We Belong Together" (Reconstruction Radio phối) – 4:04 3. "We Belong Together" (Reconstruction Club phối) – 9:25 4. "We Belong Together" (Atlantic Soul Radio chỉnh sửa) – 4:22 5. "We Belong Together" (Atlantic Soul Vocal) – 7:23 6. "We Belong Together" (Atlantic Soul không lời) – 7:22 Đĩa CD quảng bá tại Hoa Kỳ 1. "We Belong Together" – 4:27 2. "We Belong Together" (không lời) – 4:28 |

## Thành phần thực hiện
Thành phần thực hiện được trích từ ghi chú của The Emancipation of Mimi.
Thu âm
- Thu âm tại Right Track Studios tại Thành phố New York, New York và Southside Studios tại Atlanta, Georgia.
- Phối khí tại Southside Studios tại Atlanta, Georgia.
- Master tại The Hit Factory tại Thành phố New York, New York.

Thành phần
- Mariah Carey – giọng chính, viết lời, sản xuất, giọng nền
- Jermaine Dupri – viết lời, sản xuất
- Manuel Seal – viết lời, sản xuất
- Johntá Austin – viết lời
- Bobby Womack – viết lời (tham chiếu)
- Patrick Moten – viết lời (tham chiếu)
- Kenneth Edmonds – viết lời (tham chiếu)
- Darnell Bristol – viết lời (tham chiếu)
- Sandra Sully – viết lời (tham chiếu)
- Phil Tan – phối khí
- Brian Frye – kỹ sư
- Herb Power – master

## Xếp hạng
| Bảng xếp hạng (2005)                            | Vị trí cao nhất |
| ----------------------------------------------- | --------------- |
| Úc (ARIA)                                       | 1               |
| Áo (Ö3 Austria Top 40)                          | 31              |
| Bỉ (Ultratop 50 Flanders)                       | 12              |
| Bỉ (Ultratop 50 Wallonia)                       | 24              |
| Brazil (ABPD)                                   | 1               |
| Đan Mạch (Tracklisten)                          | 3               |
| Châu Âu (European Hot 100 Singles)              | 4               |
| Pháp (SNEP)                                     | 12              |
| Trường songid là BẮT BUỘC CHO BẢNG XẾP HẠNG ĐỨC | 11              |
| Hungary (Single Top 40)                         | 5               |
| Ireland (IRMA)                                  | 3               |
| Ý (FIMI)                                        | 25              |
| Hà Lan (Dutch Top 40)                           | 2               |
| Hà Lan (Single Top 100)                         | 3               |
| New Zealand (Recorded Music NZ)                 | 2               |
| Na Uy (VG-lista)                                | 9               |
| Scotland (OCC)                                  | 3               |
| Tây Ban Nha (PROMUSICAE)                        | 3               |
| Thụy Điển (Sverigetopplistan)                   | 11              |
| Thụy Sĩ (Schweizer Hitparade)                   | 4               |
| Anh Quốc (OCC)                                  | 2               |
| Anh Quốc R&B (OCC)                              | 1               |
| Hoa Kỳ Billboard Hot 100                        | 1               |
| Hoa Kỳ Adult Contemporary (Billboard)           | 3               |
| Hoa Kỳ Adult Pop Airplay (Billboard)            | 16              |
| Hoa Kỳ Dance Club Songs (Billboard)             | 1               |
| Hoa Kỳ Hot R&B/Hip-Hop Songs (Billboard)        | 1               |
| Hoa Kỳ Pop Airplay (Billboard)                  | 1               |
| Hoa Kỳ Rhythmic (Billboard)                     | 1               |

| Bảng xếp hạng (2005)                 | Vị trí |
| ------------------------------------ | ------ |
| Australia (ARIA)                     | 17     |
| Belgium (Ultratop 50 Flanders)       | 47     |
| Europe (European Hot 100 Singles)    | 45     |
| Germany (Official German Charts)     | 92     |
| Netherlands (Dutch Top 40)           | 41     |
| Netherlands (Single Top 100)         | 41     |
| New Zealand (Recorded Music NZ)      | 36     |
| Norway Summer Period (VG-lista)      | 20     |
| Sweden (Sverigetopplistan)           | 57     |
| Switzerland (Schweizer Hitparade)    | 57     |
| UK Singles (Official Charts Company) | 20     |
| US Billboard Hot 100                 | 1      |
| US Adult Contemporary (Billboard)    | 16     |
| US Hot Dance Club Songs (Billboard)  | 3      |
| US Hot R&B/Hip-Hop Songs (Billboard) | 2      |
| US Pop Songs (Billboard)             | 3      |
| US Rhythmic (Billboard)              | 1      |

| Bảng xếp hạng (2000–09)              | Vị trí |
| ------------------------------------ | ------ |
| US Billboard Hot 100                 | 1      |
| US Hot R&B/Hip-Hop Songs (Billboard) | 2      |
| US Pop Songs (Billboard)             | 17     |

| Bảng xếp hạng                        | Vị trí |
| ------------------------------------ | ------ |
| US Billboard Hot 100                 | 14     |
| US Billboard Hot 100 (Women)         | 4      |
| US Hot R&B/Hip-Hop Songs (Billboard) | 11     |
| US Pop Songs (Billboard)             | 92     |

## Chứng nhận
| Quốc gia | Chứng nhận  | Số đơn vị/doanh số chứng nhận |
| --- | ----------- | ----------------------------- |
| Úc (ARIA) | Bạch kim    | 70.000^                       |
| New Zealand (RMNZ) | Vàng        | 5.000*                        |
| Anh Quốc (BPI) | Vàng        | 474,000                       |
| Hoa Kỳ (RIAA) | 3× Bạch kim | 3.000.000‡                    |
| Hoa Kỳ (RIAA) Nhạc chuông | Bạch kim    | 1.000.000^                    |
| * Chứng nhận dựa theo doanh số tiêu thụ. ^ Chứng nhận dựa theo doanh số nhập hàng. ‡ Chứng nhận dựa theo doanh số tiêu thụ và phát trực tuyến. |             |                               |